# 科瓦利夫卡 (維什霍羅德區)
51°6′23″N 29°58′36″E / 51.10639°N 29.97667°E
科瓦利夫卡（羅馬化：Kovalivka）是位於烏克蘭北部的村莊，由基辅州维什霍罗德区的伊萬基夫市鎮負責管轄。該村面積0.8平方公里，海拔高度123米，2001年人口92，人口密度每平方公里115人。